# Bem-te-vi-pequeno
Caça-moscas-trilistado ou bem-te-vi-pequeno (Conopias trivirgatus) é uma espécie de ave da família Tyrannidae.
Pode ser encontrada nos seguintes países: Argentina, Bolívia, Brasil, Equador, Paraguai, Peru e Venezuela.
Os seus habitats naturais são: florestas subtropicais ou tropicais húmidas de baixa altitude e pântanos subtropicais ou tropicais.